# Asarkina tenebricosa
Asarkina tenebricosa är en tvåvingeart som beskrevs av Keiser 1971. Asarkina tenebricosa ingår i släktet Asarkina och familjen blomflugor.
Artens utbredningsområde är Madagaskar. Inga underarter finns listade i Catalogue of Life.